# Mangueira — A Menina dos Meus Olhos
Mangueira: A menina dos meus olhos é o trigésimo quarto álbum de estúdio da cantora brasileira Maria Bethânia, lançado em 2019 pelo selo Biscoito Fino. 
O álbum é resultado de um projeto comemorativo da cantora cuja intenção é homenagear a escola de samba carioca Estação Primeira de Mangueira por seu campeonato conquistado em 2016, ano em que a própria artista foi tema do enredo da agremiação. O álbum é composto por canções de compositores ligados à escola de samba e conta com produção e arranjos do maestro Letieres Leite, notório principalmente por seu destacado trabalho com a Orkestra Rumpilezz.

## Antecedentes
Em 2016, a cantora brasileira Maria Bethânia comemorou 50 anos de carreira artística com uma série de eventos e homenagens, sendo inclusive a homenageada da edição pelo Prêmio da Música Brasileira. Bethânia, porém, não lançou trabalho de inéditas neste ano, dedicando-se somente a gravação e divulgação de sua turnê comemorativa Abraçar e Agradecer. Seu último trabalho em estúdio havia sido o álbum Meus Quintais, de 2014, que teve boa avaliação crítica.
Em 2016, Bethânia foi escolhida como enredo da escola de samba carioca Estação Primeira de Mangueira, que a cantora declara publicamente como sua "escola de coração". Bethânia já havia desfilado pela agremiação juntamente com Gal Costa, Gilberto Gil e Caetano Veloso em 1994 no aclamado enredo "Atrás da Verde-e-Rosa só não vai quem já morreu...", que homenageava a Tropicália. Seria, portanto, a primeira vez em que desfilaria isoladamente como tema da escola. A agremiação acabou por vencer o carnaval daquele ano, rompendo um jejum de mais de 14 anos sem títulos. Bethânia, que classificou a homenagem como "uma honra", prometeu que gravaria um álbum em homenagem à escola.

## Descrição
Com pouco mais de 28 minutos de duração total, o álbum é notadamente bem menor em extensão se comparado aos demais trabalhos de estúdio da cantora. O título é uma referência ao título do enredo campeão da agremiação ("Maria Bethânia: A menina dos olhos de Oyá") que, por sua vez, é uma referência a um verso do peoma "Procelária" (de Sophia Andressen), gravado por Bethânia no álbum Mar de Sophia em 2006. O título do disco e do enredo carnavalesco, entretanto, são alusivos à devoção da cantora pela orixá Oyá, que vem sendo exaltada em diversos momentos de sua carreira.
A capa do álbum é uma foto de Gilda Midani. Nela, Bethânia descansa numa cadeira simples sorrindo para as lentes de Midani após o desfile campeão de 2016. A capa foi alvo de críticas de veículos da imprensa por supostamente apresentar um trabalho mais simplório se comparado a outras capas de discos da cantora.

### Composição
O álbum conta com nove faixas, todas obras de compositores ligados a Estação Primeira de Mangueira. A faixa de abertura "A flor e o espinho" é considerada uma mais populares canções de samba e um marco na carreira de Nelson Cavaquinho, sendo também lançada como primeiro single do álbum em 31 de outubro de 2019. De Cavaquinho, Bethânia regravou ainda a canção "Luz Negra", que foi lançada como single do álbum em 6 de dezembro de 2019. A cantora atravessa ainda outras canções clássicas da música popular brasileira que têm a agremiação como referência, como o samba-canção "A Mangueira é lá no céu", parceria de Maurício Tapajós e Hermínio Bello de Carvalho originalmente lançada por Clementina de Jesus, e o samba "Mangueira" (de Assis Valente e Zequinha de Abreu), gravada originalmente pelo grupo Bando da Lua.

## Faixas
| N.º            | Título                                                                           | Compositor(es)                                                                                                | Duração |  |
| 1.             | "A flor e o espinho (Citação: Sombras d'água)"                                   | Nelson Cavaquinho Guilherme de Brito                                                                          | 3:29    |  |
| 2.             | "Mangueira"                                                                      | Assis Valente Zequinha Reis                                                                                   | 2:54    |  |
| 3.             | "A Mangueira é lá no céu"                                                        | Maurício Tapajós Hermínio Bello de Carvalho                                                                   | 3:57    |  |
| 4.             | "Histórias pra ninar gente grande"                                               | Manu da Cuíca Luiz Carlos Máximo Deivid Domênico Tomaz Miranda Mama Ronie Oliveira Márcio Bola Danilo Firmino | 2:37    |  |
| 5.             | "A Menina dos Olhos de Oyá (Samba Enredo 14)" (com Tantinho)                     | Tantinho André Braga Guilherme Sá Alípio Carmo Jansen Carvalho Marcos Túlio                                   | 4:25    |  |
| 6.             | "Maria Bethânia, a Menina dos Olhos de Oyá" (com Caetano Veloso e Moreno Veloso) | Nelson Sargento Gustavo Louzada Agenor de Oliveira André Karta Marcada                                        | 4:00    |  |
| 7.             | "Luz Negra"                                                                      | Nelson Cavaquinho                                                                                             | 3:22    |  |
| 8.             | "Sei Lá, Mangueira"                                                              | Paulinho da Viola Hermínio Bello de Carvalho                                                                  | 2:52    |  |
| 9.             | "Maria Bethânia, a Menina dos Olhos de Oyá (Samba Enredo 2016)"                  | Alemão do Cavaco Almyr Cadu Lacyr d'Mangueira Paulinho Bandolim Renan Brandão                                 | 1:03    |  |
| Duração total: | Duração total:                                                                   | Duração total:                                                                                                | 28:42   |  |

## Créditos
- Leitieres Leite - Produção e arranjo
- Maria Bethânia - vocais